# سید جیلینگ
سید جیلینگ (انگلیسی: Sid Jelinek؛ ۱۸ مارس ۱۸۹۹ – ۹ مارس ۱۹۷۹) قایقران روئینگ اهل ایالات متحده آمریکا بود.